# 砷化铟
砷化铟是一种无机化合物，化学式InAs，是一种半导体材料。它是灰色的立方晶体，熔点942 °C。

## 结构
砷化铟是立方ZnS结构，没有对称中心，所以[111]和[{\displaystyle {\overline {111}}}]晶面是不等价的。